# Војникова игра
Војникова игра (A Soldier's play) је комад америчког драмског писца Чарлса Фулера. Смештенa у војном објекту америчке војске на Југу у доба сегрегације, представа је лабава адаптација новеле Хермана Мелвила Били Бад (Billy Budd) и прати истрагу убиства наредника јединице састављене искључиво од црнаца. Комад користи мистерију убиства како би се истражила компликована осећања беса и огорчености које неки Афроамериканци имају једни према другима, и начине како су многи црни Американци прихватали расистичке ставове белаца.
Драма је 1982. године добила Пулицерову награду за драму, поред осталих признања. Драма је била основа за адаптацију играног филма из 1984. године, Војникова прича, за који је Фулер написао сценарио.

## Радња
Радња се одвија у Форт Нилу, бази америчке војске у Луизијани 1944, у време када је војска била расно подељена. У уводној сцени, публика сведочи убиству црног наредника Вернона Вотерса (Sergeant Vernon Waters) од стране непознатог стрелца. Мало пре своје смрти, Вотерс загонетно виче: „Они те и даље мрзе!“ ("They still hate you!"). 
Капетан Ричард Дејвенпорт (Captain Richard Davenport), ретки официр тамне пути, је послат да истражи убиство. У почетку, главни осумњичени је био Кју-клукс-клан (Ku Klux Klansmen). Касније, под сумњу падају фанатични војници - белци. Коначно, Дејвенпорт открива да је убица био један од црних војника који су били под Вотерсовом командом. Вотерсови људи су мрзели Вотерса јер се према црним Јужњацима опходио са екстремним презиром и омаложавањем.
Док Дејвенпорт интервјуише сведоке и осумњичене, видимо ретроспекцију приказа какав је у ствари био наредник Вотерс и како се понашао према својим војницима. Светлопути Вотерс, је био веома интелигентан и изузетно амбициозан, мрзео је црнце који су се држали старомодних расистичких стереотипа. Вотерс је сањао да пошаље своје дете на елитни колеџ где би се дружио са белим ученицима, него са црнима. У Вотерсовом размишљању, ујак Томс и „лењи, непроменљиви Црнци“ су се лоше одразили на њега и спречили друге Афроамериканце да успеју. Из тог разлога, Вотерс је прогањао црне војнике попут Си-Џеј Мемфиса, чији широки осмех и брбљиви говор су чинили да Вотерсова крв кључа. Вотерсова окрутност и осветољубивост довели су Мемфиса до самоубиства, што га је отуђило од његових војника и безнадежно их окренуло против њега. 
Непосредно пре него што је убијен, Вотерс је схватио колико су узалудни и глупи били његови доживотни покушаји да се понаша као белац. Његове речи на самрти, „они те и даље мрзе“, одразиле су његово касно схватање да мржња белаца и презир према црнцима попут њега нису имали никакве везе са стереотипним понашањем црнаца и да би га белци вероватно увек мрзели, без обзира колико се трудио да опонаша „белачке“ манире. 

## Филмска адаптација
Адолф Цезар (Adolphe Caesar), Дензел Вашингтон (Denzel Washington) и Лари Рајли (Larry Riley) репризирали су своје улоге у филмској верзији, Војникова прича (A Soldier's Story), из 1984, коју је режирао Норман Џевисон (Norman Jewison).

## Телевизијска адаптација
У септембру 2021. је објављено да ће Сони (Sony Pictures Television) адаптирати представу у мини телевизијску серију под именом Војникова прича. Дејвид Алан Грир (David Alan Grier) ће, поред репризирања своје улоге као Вотерс, такође бити и извршни продуцент серије.